# HMS Bangor (J00)
Pour les autres navires du même nom, voir HMS Bangor.
Pour les articles homonymes, voir Bangor.
Le HMS Bangor (pennant number J00) est un dragueur de mines, navire de tête de la Classe Bangor lancé pour la Royal Navy et qui a servi pendant la Seconde Guerre mondiale.

## Conception
Le Bangor est commandé le 12 juillet 1939 pour le chantier naval de Harland & Wolff Ltd. de Govan (Glasgow) en Ecosse. La pose de la quille est effectuée le 19 septembre 1939, le Bangor est lancé le 23 mai 1940 et mis en service le 7 novembre 1940.
Il est parrainé par la communauté civile de Bangor dans les Galles du Nord, dans le cadre de la Warship Week (semaine des navires de guerre) en mars 1942.
La classe Bangor doit initialement être un modèle réduit de dragueur de mines de la classe Halcyon au service de la Royal Navy,. La propulsion de ces navires est assurée par 3 types de motorisation: moteur diesel, moteur à vapeur à pistons et turbine à vapeur. Cependant, en raison de la difficulté à se procurer des moteurs diesel, la version diesel a été réalisée en petit nombre.
Les dragueurs de mines de classe Bangor déplacent 605 tonnes en charge normale. Ils ont une longueur totale de 49,4 mètres, une largeur de 8,5 mètres et un tirant d'eau de 2,51 mètres. Ce navire est propulsé par d'un moteur diesel B&W 9 cylindres entraînant deux arbres d'hélices. Le moteur développe une puissance de 2 000 chevaux-vapeur (1 500 kW) et atteint une vitesse maximale de 16 nœuds (30 km/h).
Leur manque de taille donne aux navires de cette classe de faibles capacités de manœuvre en mer, qui seraient même pires que celles des corvettes de la classe Flower. Les versions à moteur diesel sont considérées comme ayant de moins bonnes caractéristiques de maniabilité que les variantes à moteur alternatif à faible vitesse. Leur faible tirant d'eau les rend instables et leurs coques courtes ont tendance à enfourner la proue lorsqu'ils sont utilisés en mer de face.
Les navires de la classe Bangor sont également considérés comme exiguës pour les membres d'équipage, entassant 60 officiers et matelots dans un navire initialement prévu pour un total de 40.

## Histoire

### Seconde Guerre mondiale
Le 18 novembre 1940, le Bangor est affecté à la 9e flottille de dragage de mines (9th Minesweeping Flotilla ou 9MSF) basée à Scapa Flow. Le 12 février, il est bombardé alors qu'il se trouve dans le Moray Firth. Aucun dommage n'est à déplorer, mais sa flottille est hors de combat et elle se retire à Aberdeen pour être réparée.
En mars 1941, la 9e MSF est transférée au Portsmouth Command (commandement de Portsmouth). Le matin du 19 mai, le Bangor et un groupe de chalutiers dragueurs de mines sont attaqués par neuf Messerschmitt Bf 109. Trois bombes sont larguées, visant le Bangor, le HMT Darthema et le HMT Computator à partir d'une attaque à 60 m de hauteur. Le Darthema et le Computator ont tous les deux subi des dommages mineurs à la suite de cette attaque, mais sans aucune victime. Le Bangor et le Darthema déclarent avoir endommagé deux des avions, qui se sont tous deux retirés vers le Sud, faisant de la fumée et perdant de l'altitude. En décembre 1941, la flottille déplace son centre d'opération à Harwich.
En août 1942, le Bangor participe à l'opération Jubilee - le raid de Dieppe. Comme une grande zone au large de Dieppe est supposée avoir été minée par l'ennemi, les dragueurs de mines ouvrent le feu pour le raid. Dans l'après-midi du 18 août, les 9e et 13e MSF naviguent séparément de Portsmouth vers les environs de Beachy Head, de manière à donner l'impression que l'une des flottilles effectue un ratissage dans la zone, afin que l'autre flottille procède à la remontée du chenal. La 9e flottille commence à balayer à 0 h 3 et à 1 h 5 tourne à bâbord et effectue des dragages; la 13e flottille commence 8 minutes plus tôt et termine à 0 h 51. Tout se passe sans accroc, le chenal fait environ quatre encablures de large (environ 730 m), clairement marqués des deux côtés et aux extrémités avec une seule mine aperçue. Les flottilles manœuvrent ensuite pour se tenir à l'écart de l'expédition qui approche et, peu après 5 h 0, elles font demi-tour pour rentrer au Royaume-Uni, en plaçant des bouées Dan pour marquer les chenaux en plein jour sur le chemin du retour. Elles sont revenues ensemble à Portsmouth, après avoir effectué leur travail avec efficacité et précision.
En juin 1944, le Bangor participe à l'opération Neptune - la composante navale du débarquement du jour J en Normandie. La 9e flottille fat partie de la force J, nettoyant les chenaux. Dans la phase post-attaque, la flottille fait partie de la Task Force 129, qui quitte Portland dans la nuit du 24 au 25 juin avec l'intention de bombarder Cherbourg. À 11 h 55, les dragueurs de mines de l'unité 1 (la 9e MSF) font leur tour pour ratisser la Fire Support Area 3 (zone d'appui-feu 3), suivis de près par les navires de bombardement du groupe 1. En entrant dans la zone, ils essuient un feu nourri, les batteries allemandes ont manifestement attendu qu'ils soient bien à portée. Les destroyers, qui protègent sur les flancs, font de la fumée, mais le feu ennemi augmente et après avoir inspecté seulement 2,6 milles nautiques (la moitié de la distance prévue), les dragueurs de mines sont forcés de se retirer vers le Nord.

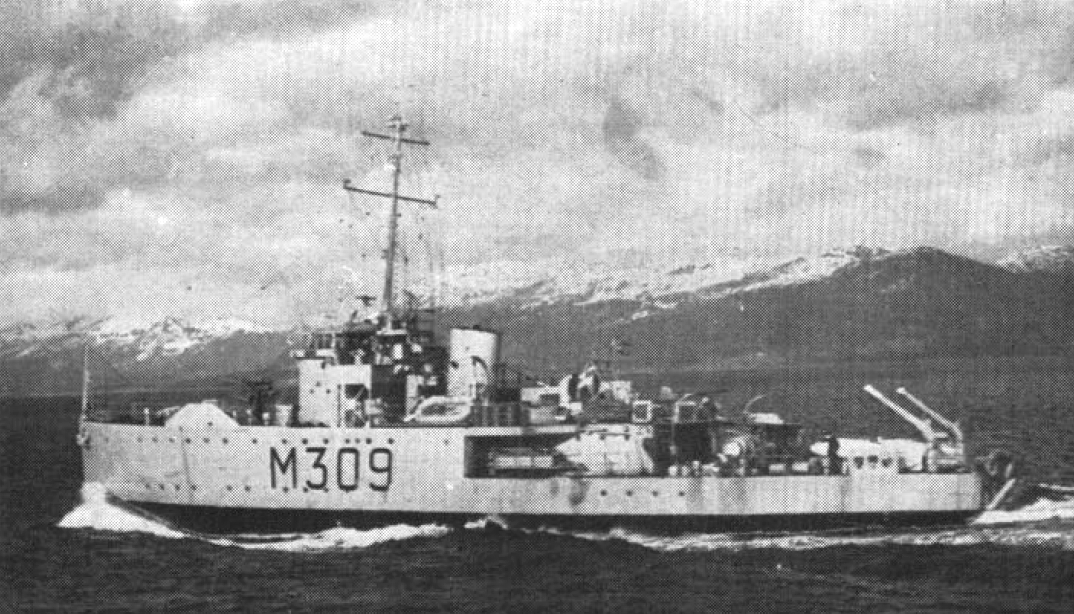
Le Bangor sous le nom de HNoMS Glomma (M309)

En mai 1945, le Bangor est affecté à des opérations de dragage de mines vers la Norvège.

### Après-guerre
Pour les autres navires du même nom, voir HNoMS Glomma.
En juin 1945, il est l'un des cinq dragueurs de mines de la classe Bangor offerts en prêt à la marine royale norvégienne et est transféré le 11 novembre 1945.
En octobre 1946, le gouvernement norvégien décide de conserver le Bangor par un achat et le renomme HNoMS Glomma (pennant number: M-309). Il est mis hors service en décembre 1961 et démantelé.

### Honneurs de bataille
- DIEPPE 1942
- ENGLISH CHANNEL 1941-43
- NORMANDY 1944

### Participation auxconvois
Le Bangor a navigué avec les convois suivants au cours de sa carrière:
1. Convoi CW 246

### Commandement
- Commander (Cdr.) Jack Peterson (RN) du 17 septembre 1940 au 2 juillet 1941
- Lieutenant Commander (Lt.Cdr.) Arthur Edward Coles (RNR) du 2 juillet 1941 au 27 avril 1943
- Lieutenant (Lt.) Harry Sobey (RNR) du 27 avril 1943 au 1er juillet 1945
- T/A/Lieutenant Commander (T/A/Lt.Cdr.) Thomas Frederick Taylor (RNVR) du 1er juillet 1945 à fin 1945